# L'impero del crimine
L'impero del crimine (Mobsters) è un film del 1991 diretto da Michael Karbelnikoff.

## Trama
New York, anni 1920. Salvatore Lucania è un giovane emigrante siciliano, che arriva a New York e cambia nome in Charlie Luciano. Sin da giovane lega con Frank Costello, per poi conoscere due ebrei: Meyer Lansky e Bugsy Siegel, con i quali forma una banda di malavitosi. Alleatisi con Arnold Rothstein, diventano piccoli ma validi spacciatori di alcol, fino ad entrare in conflitto con i due boss più forti: Giuseppe "Joe the Boss" Masseria e Salvatore Maranzano (Faranzano nel film). Entrambi i boss vogliono associarsi con Luciano e la sua banda in maniera da diventare più forti e sarà Masseria ad affiliarli alla loro famiglia, salvo perderne la fiducia dopo aver fatto uccidere Rothstein. Su consiglio di un luogotenente di Masseria, Gaetano "Tommy" Reina, Luciano decide di incontrarsi a Staten Island con Faranzano per programmare l'omicidio di Masseria. L'incontro non va a buon fine in quanto Don Salvatore vuole eliminare anche i soci ebrei di Luciano, che viene torturato e abbandonato in strada, creduto morto. Salvatosi miracolosamente, viene ribattezzato "Lucky" e cerca di recuperare la fiducia di Masseria, facendogli credere di essere andato a Staten Island per ammazzare Faranzano. Inoltre organizza un finto attentato a Joe, in modo da salvargli la vita (consiglio datogli da Arnold Rothstein prima di morire).
Luciano e Lansky decretano l'omicidio di Reina in modo da scatenare una sanguinosa guerra tra le due bande rivali e per punirlo di aver venduto Charlie a Faranzano, per passare con lui. Omicidio materialmente compiuto da Siegel, ex amico di Reina. In accordo con Faranzano, la banda cospira l'omicidio di Masseria, eseguito poi da Costello e Siegel (Luciano comunque aveva sempre disprezzato Masseria in quanto anni prima aveva fatto uccidere il nipote, amico di infanzia di Charlie). Faranzano è ormai il leader indiscusso della criminalità organizzata di New York e si auto nomina "Capo dei Capi" dividendo la sua organizzazione in cinque grandi famiglie, di cui una con a capo Luciano, che svolgerà il ruolo di supervisore e primo referente di tutte le attività. Don Salvatore continua a non sopportare le amicizie ebree di Luciano e richiama a New York un killer professionista, Vincent "Cane pazzo" Coll per ucciderlo. Questi uccide per sbaglio la donna di Luciano, anche se la polizia in accordo con Costello, farà credere in un primo momento che fosse Lucky. Siegel, Costello e Lansky organizzano una finta ispezione fiscale per avvicinare Faranzano. Sul luogo arriva anche Coll che viene però freddato dallo stesso Luciano. I quattro fanno poi precipitare nel vuoto Faranzano, vendicando così anche il padre di Luciano, che 15 anni prima era stato da lui rovinato. Nella successiva riunione dei boss alla presenza di Al Capone, Luciano viene riconosciuto come il nuovo "Capo dei capi" ma ne rifiuta il ruolo, istituendo una Commissione nazionale, esponente delle principali famiglie malavitose del Paese, di cui diventa il leader.